# You Are My Life
You Are My Life ist ein Song des US-amerikanischen Sängers Michael Jackson. Er wurde am 29. Oktober 2001 auf Jacksons zehntem Studioalbum Invincible veröffentlicht.

## Entstehung
Der Song sollte ursprünglich nicht auf Jacksons Invincible-Album erscheinen. Doch kurz vor der Veröffentlichung des Albums wurde beschlossen, dass You Are My Life statt des Songs Shout doch Teil des Albums sein solle. Shout wurde später als B-Seite des Songs Cry veröffentlicht.

## Inhalt
Jackson singt in diesem Song von seinen zwei älteren Kindern, Prince und Paris, er sagt, dass sie das Licht wieder in seine Welt gebracht haben und dass sie „sein Leben sind“.

## Kritiken
The Stuart News bezeichnete You Are My Life als keine große Neuheit. Die weiche Ballade sei wie Butterflies, Speechless und Break of Dawn nur eine „harmlose Gemütsschwankung“ und nichts, was nicht beispielsweise R. Kelly oder Usher schon mal mit mehr Lebendigkeit rüber gebracht hätten.

## Besetzung
- Komposition – Michael Jackson, Babyface, Carole Bayer Sager, John McClain
- Lead-/Background Vocals – Michael Jackson
- Weitere Background Vocals – Babyface
- Akustische Gitarre, Keyboards, Drum Programming & Bass Gitarre – Babyface
- Chor – Jason Edmonds, Nathan Walton, Tabia Ivery, Lynne Fiddmont-Lindsey
- Mix – Jon Gass
- Arrangement – Bill Meyers[3]
- Produktion – Michael Jackson, Babyface